# Dreamland Gramado
Dreamland Gramado é um museu de cera, localizado na cidade brasileira de Gramado.

## História
O Dreamland era um desejo antigo de seus proprietários, Dreams Entertainment Group, e chama a atenção por ser o primeiro museu deste segmento no Brasil e América Latina. Estátuas de celebridades, sejam elas famosas na área do entretenimento ou não, são as grandes atrações do local desde sua inauguração.
As estátuas do Dreamland estão organizadas em uma área de mais de vinte mil metros quadrados e separadas em vinte cenários diferentes. O museu conta com mais de 100 bonecos, que impressionam os visitantes por seus detalhes e tamanha semelhança com um humano.
Além das estátuas, a área foi desenvolvida especialmente para reconstruir cenários completos, que marcaram o cinema ou que são mundialmente conhecidos. Para melhor conservação das obras, o ambiente é equipado com um sistema de ar condicionado central e é proibido tocar nas estátuas, mesmo que o intuito do lugar seja tirar fotos divertidas com as mesmas.
A lista de personalidades reproduzidas no Dreamland de Gramado é vasta e conta com personalidades das mais diversas áreas. Estátuas dos jogadores de futebol Pelé, Neymar, Ronaldinho Gaúcho, os lutadores Muhammad Ali e Mike Tayson e do piloto Ayrton Senna são as principais da área de personalidades do esporte.
Já na parte de personalidades política, uma réplica do Salão Oval da Casa Branca abriga bonecos de cera de John Fitzgerald Kennedy, Bill Clinton e dos ex-presidentes do Brasil, Luiz Inácio Lula da Silva e de Dilma Rousseff, sendo esta última a estátua mais recente da sala.
Grandes personagens de ficção e desenhos animados também estão presentes no Dreamland. Harry Potter, Dobby da mesma saga do bruxo, Os Smurfs, pequenos gnomos azuis, o ogro Shrek, Bart Simpson de Os Simpsons, e boneco cowboy Woody de Toy Story são algumas das réplicas encontradas no local.
Também há uma ala clássica com personagens que marcaram época nos aos 80 e 90 como Chapolin Colorado, personagem principal de uma série de TV mexicana exibida originalmente na década de 70, Popaye, o marinheiro que ficava forte ao comer espinafre, sua namorado Olívia Palito e o E.T, pequeno alienígena inofensivo que ganhou o coração das crianças ao ser protagonista de um file que mistura ficção e realidade.
Frankenstein, Freddy Krueger de A Hora do Pesadelo e Jason Voorhees o assassino dos filmes Sexta-Feira 13, além de outros personagens icônicos de filmes de terror também fazem parte da coleção.
Grande parte do acervo é composto de estátuas de cera de atores, cantores e compositores famosos. Entre as obras encontram-se celebridades de filmes como Arnold Schwarzenegger em Exterminador do Futuro, Homem Aranha, Batman e a Mulher Gato, Angelina Jolie em Tomb Raider, Johnny Depp como o capitão Jack Sparrow de Piratas do Caribe a bordo de um navio, Antonio Banderas como Zorro, Brad Pitt, Demi Moore e Mel Gibson em Coração Valente.
A ala para estrelas da musica, conta com artistas conhecidos mundialmente como os reis do pop Madonna e Michael Jackson, Frank Sinatra, Lady Gaga, a cantora e compositora Amy Winehouse, o rei do rock Elvis Presley, Elton Johnn tocando piano, Rihanna e a mais recente obra exposta, a réplica em cera do quarteto The Beatles, Paul McCartney, Ringo Star, John Lennon e George Harrison.
Quatro estatuas em especial ganham destaque e emocionam o publico que visita o local. Os bonecos de cera do Papa João Paulo, da Princesa Daiana, da modelo Gisele Bundchen e do humorista Renato Aragão são as favoritas entre os visitantes do museu.
Em Gramado, Dreamland Museu de Cera está localizado na Avenida das Hortências, principal via que liga as cidades Gramado e Canela. O espaço fica aberto diariamente, das 8 horas da manhã às 19 horas, com entradas que custam a partir de sessenta e cinco reais por pessoa.